# Сибата, Ай
Ай Сибата – (яп. 柴田亜衣; род. 14 мая 1982, Дадзайфу, Япония) — японская пловчиха, олимпийская чемпионка 2004 года, выступала в плавании вольным стилем на средних и длинных дистанциях (200, 400, 800, и 1500 метров).
Ушла из большого спорта после Олимпийских игр 2008 года.

## Личные рекорды
- 400 метров вольным стилем: 4.05,19 – рекорд Японии
- 1500 метров вольным стилем: 15.58,55 – рекорд Японии и Азии[7]